# Lukas Kainz
Lukas Kainz (* 2. September 1995 in Mödling) ist ein österreichischer Eishockeyspieler, der seit 2024 erneut bei den Graz 99ers in der ICE Hockey League unter Vertrag steht.

## Karriere
Lukas Kainz begann seine Karriere beim Wiener Eislauf-Verein. 2010 wechselte er an die RB Hockey Academy nach Salzburg und durchlief dort die Nachwuchsmannschaften. Während der Saison 2014/15 debütierte er für den EC Red Bull Salzburg in der Erste Bank Eishockey Liga. Darüber hinaus nahm er im Dezember 2014 an der Division IA der Weltmeisterschaft der U20-Junioren teil, bei der das österreichische U20-Nationalteam den fünften Platz belegte.
Bis 2018 absolvierte Kainz insgesamt 33 EBEL-Spiele für den EC Red Bull Salzburg. In der Saison 2017/18 war er hauptsächlich für die zweite Mannschaft des Klubs in der Alps Hockey League aktiv und erzielte 8 Tore und zehn Assists in 37 Spielen. Zur Saison 2018/19 wechselte Kainz innerhalb der EBEL zu den Graz 99ers und erhielt einen Zweijahresvertrag. 
Zwischen 2022 und 2024 spielte Kainz für die Vienna Capitals, ehe er 2024 zu den Graz 99ers zurückkehrte.
Seit etwa 2016 ist Kainz mit der Tochter von Hans-Peter Steinacher liiert.

## Karrierestatistik
(Legende zur Spielerstatistik: Sp oder GP = absolvierte Spiele; T oder G = erzielte Tore; V oder A = erzielte Assists; Pkt oder Pts = erzielte Scorerpunkte; SM oder PIM = erhaltene Strafminuten; +/− = Plus/Minus-Bilanz; PP = erzielte Überzahltore; SH = erzielte Unterzahltore; GW = erzielte Siegtore; 1 Play-downs/Relegation; Kursiv: Statistik nicht vollständig)